# 社会資本整備重点計画法
社会資本整備重点計画法（しゃかいしほんせいびじゅうてんけいかくほう）は、2003年3月31日に公布された日本の法律。平成15年法律第20号。

## 概要
この法律は、社会資本整備事業を重点的、効果的かつ効率的に推進するため、社会資本整備重点計画の策定等の措置を講ずることにより、交通の安全の確保とその円滑化、経済基盤の強化、生活環境の保全、都市環境の改善及び国土の保全と開発を図り、もって国民経済の健全な発展及び国民生活の安定と向上に寄与することを目的とする。
この法律において「社会資本整備重点計画」とは、社会資本整備事業に関する計画である。 社会資本整備重点計画は、これに基づき社会資本整備事業を重点的、効果的かつ効率的に実施することにより、国際競争力の強化等による経済社会の活力の向上及び持続的発展、豊かな国民生活の実現及びその安全の確保、環境の保全（良好な環境の創出を含む）並びに自立的で個性豊かな地域社会の形成が図られるべきことを基本理念として定めるものである。重点計画は、社会資本整備事業の実施に関し、地方公共団体の自主性及び自立性を尊重しつつ、適切な役割分担の下に国の責務が十分に果たされることとなるよう定めるものである。重点計画は、民間事業者の能力の活用及び財政資金の効率的使用に配慮しつつ、社会資本の整備状況その他の地域の特性に応じた社会資本整備事業が実施されるよう定めるものである。